# Embraer
«Эмбраэр» (Embraer S.A., Empresa Brasileira de Aeronáutica S.A.) — бразильский авиастроительный конгломерат, один из лидеров мирового рынка пассажирских региональных самолётов. Также производит военные, административные и сельскохозяйственные самолёты.
Штаб-квартира — в городе Сан-Жозе-дус-Кампус, штат Сан-Паулу.
На сегодняшний день конкурирует в первую очередь с канадской компанией Bombardier, которая наряду с Embraer претендует быть третьим по величине производителем самолётов после Airbus и Boeing.

## Деятельность
Компания выпускает коммерческие (специализируется на региональных лайнерах), корпоративные, военные, сельскохозяйственные самолёты. Производственные мощности сконцентрированы в Бразилии. Компания располагает испытательной площадкой с одной из самых протяжённых взлётно-посадочных полос в мире (около 5000 м).
К 2010 году компания делила третье-четвёртое место с канадской Bombardier среди крупнейших поставщиков коммерческих авиалайнеров, уступая компаниям Boeing и Airbus. За 2009 год компания поставила коммерческим заказчикам более 240 самолётов, за 2012 год — 205.
Численность персонала — 17 тыс. человек (2005 год). Выручка в 2005 — 4,2 млрд $, чистая прибыль — 332 млн $.

## История

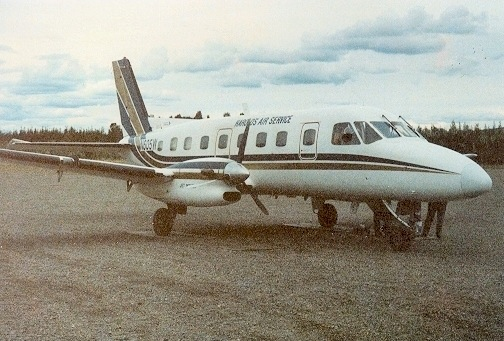
Embraer EMB 110 Bandeirante

Стремясь развить отрасль региональных самолётов, бразильское правительство в 1940–50-х годах инвестирует в эту область. Несмотря на это, результат — создание компании Embraer — появился только к 1969 году. Она основана как компания, контролируемая государством. Её первым президентом стал назначенный на эту должность правительством Озирис Силва. Первым самолётом компании стал турбовинтовой пассажирский EMB 110 Bandeirante.

### Ранний рост
Росту компании в первое время способствовали контракты на производство со стороны бразильского правительства. Она оставалась единственным поставщиком самолётов для местного рынка вплоть до 1975 года.
В 1970-х годах большинство продукции Embraer составляли военные самолёты, в том числе AT-26 Xavante (произведённый по лицензии итальянский Aermacchi MB-326) и EMB 312 Tucano. Ситуация изменилась в 1985 году, когда был представлен региональный EMB 120 Brasilia. Он был нацелен на экспорт и стал наиболее успешным на тот момент самолётом Embraer.

### Производство самолётов Piper по лицензии
В 1974 году компания начала производство по лицензии лёгких самолётов компании Piper Aircraft. Производство было организовано по принципу CKD: детали производились на заводе Piper в США, после чего доставлялись Embraer для окончательной сборки и продажи в Бразилии и странах Латинской Америки. К 1978 году большинство деталей и компонентов производились уже на месте. В период с 1974 по 2000 год было продано около 2,5 тысяч произведённых по лицензии самолётов.

### Приватизация
Созданная по замыслу бразильского правительства и контролировавшаяся государством с самого момента создания и впоследствии Embraer начала процесс приватизации во время правления Итамара Франку. В тот период приватизировались и многие другие бразильские компании, подконтрольные до тех пор правительству. Embraer была продана 7 декабря 1994 года, что позволило избежать назревающего банкротства. При этом компания продолжила выигрывать контракты с государством.
У правительства осталась лишь «золотая акция», дающая возможность права вето в вопросах поставок военных самолётов.

#### Выход на биржи
В 2000 году проводится первичное публичное размещение акций Embraer одновременно на двух фондовых биржах: NYSE и BM&F Bovespa. Основными акционерами (на 2008 год) являются пенсионные фонды Previ (16,40 %) и Sistel (7,40 %), а также Bozano Group (11,10 %).

### Создание новых самолётов: военных, региональных и административных

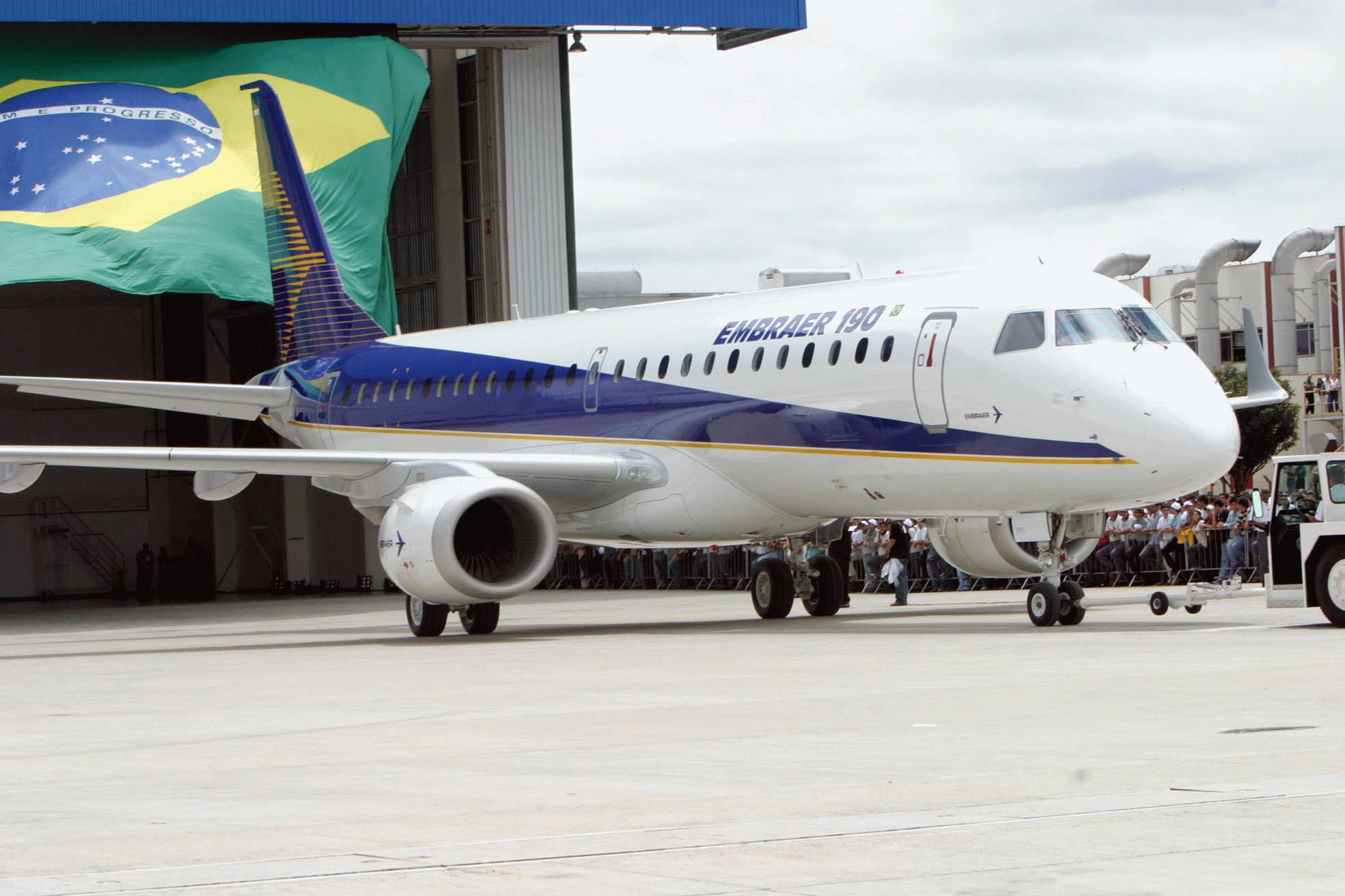
Embraer 190

В середине 1990-х годов компания фокусируется на производстве небольших коммерческих авиалайнеров, отдавая им приоритет над военной авиацией, которая ранее составляла большинство производимых Embraer самолётов. Вскоре производство расширилось и до более крупных региональных авиалайнеров, рассчитанных на 70–110 пассажирских мест, а также меньших по размеру административных самолётов. Сегодня компания продолжает производить самолёты как для гражданских, так и для военных нужд.
В октябре 2010 года было объявлено о планах по развитию дальнемагистральных административных авиалайнеров, среди которых на тот момент преобладали самолёты Gulfstream, Bombardier и Dassault. Через три года, в октябре 2013, компания представляет Lineage 1000E.

#### Военно-транспортная авиация
19 апреля 2007 года было объявлено о рассматриваемом производстве двухмоторного военно-транспортного самолёта KC-390. Работа началась в 2009 с финансирования ВВС Бразилии. Интерес в покупке такого самолёта также выразила бразильская почтовая служба Correios. Кроме того, заинтересованы были и некоторые страны Южной Америки, включая Аргентину. С использованием многих технологий, разработанных для Embraer 190, KC-390 должен обеспечить грузоподъемность до 23 тонн, а также призван заменить транспортные самолёты времён Холодной войны.

### Разногласия из-за правительственных субсидий
Всемирной торговой организацией было установлено, что правительства Бразилии и Канады в конце 1990-х — начале 2000-х предоставляли субсидии частным отечественным авиастроительным компаниям (Embraer и Bombardier Aerospace соответственно), что нарушает основополагающий принцип равных прав членов ВТО.

## Собственники и руководство
По состоянию на 2008 год акции распределялись между их владельцами следующим образом: Bozano Group — 11,10 %, Previ (бразильский пенсионный фонд) — 16,40 %, пенсионный фонд Sistel — 7,40 %, Dassault Aviation — 2,1 %, EADS — 2,1 %, Thales — 2,1 %, Safran — 1,1 %, правительство Бразилии — 0,3 %, остаток находится в свободном обращении (NYSE: ERJ).
Президент и главный управляющий компании — Маурисиу Ботелью (порт. Maurício Botelho).

## Производственные мощности
Штаб-квартира расположена в городе Сан-Жозе-дус-Кампус, штат Сан-Паулу. Там же находится и одно из производств. Другие заводы Embraer в Бразилии есть на территории того же штата в городах Ботукату, Гавиан-Пейшоту и, возможно, некоторых других. Компания имеет представительства в Пекине, Париже, Сингапуре, Форт-Лодердейле и Вашингтоне.

### Производства вне Бразилии
- Embraer Португалия/Европа (Эвора, Португалия).
- Производственные мощности для Phenom 100 и 300, Legacy 450 и 500 в Международном аэропорту Мельбурна (штат Флорида, США)[18].

### Дочерние компании
- EAMS — Embraer Aircraft Maintenance Services Inc. (Нашвилл, штат Теннесси, США) — служба технической поддержки и обслуживания.
- OGMA — Indústria Aeronáutica de Portugal (Алверка-ду-Рибатежу, Португалия) — обслуживание компонентов самолётов, ремонт и производство, а также служба эксплуатации авиалайнеров.
- Embraer Aircraft Holding, Inc. — штаб-квартира в США находится рядом с Форт-Лодердейлом, Флорида, а офис по международным связям — в Вашингтоне.
- ECC Leasing Company Ltd. — дочерняя лизинговая компания, занимающаяся поддержанием остаточной стоимости и ремаркетингом воздушных судов производителя на вторичном рынке.

### Совместные предприятия
- Harbin Embraer (Харбин, Китай) — производит самолёты семейства ERJ для китайского рынка.

## Участие в консорциумах
Вместе с итальянскими компаниями Alenia Aeronautica и Aermacchi был образован международный авиастроительный консорциум AMX International.

## Продукция

### Коммерческие самолёты
- Embraer 175 в аэропорту ОттавыEmbraer EMB 110 Bandeirante
- Embraer EMB 120 Brasilia
- Embraer EMB 121 Xingu

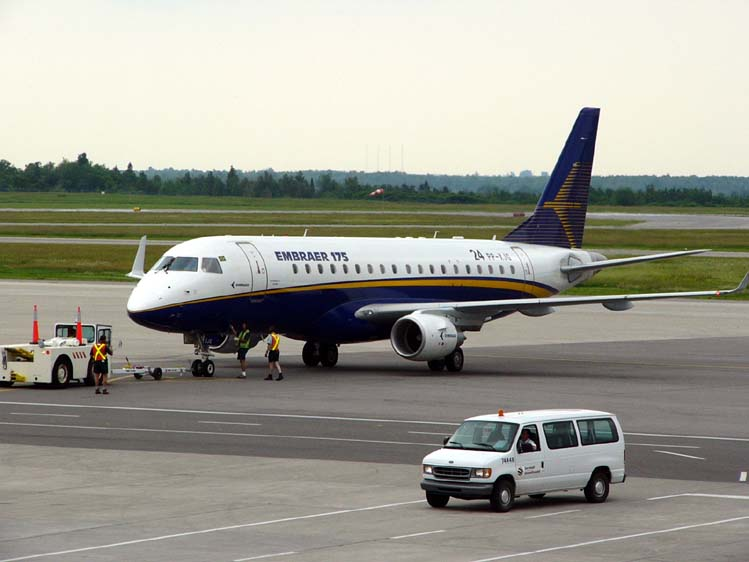
Embraer 175 в аэропорту Оттавы

- Embraer/FMA CBA 123 Vector (совместно с FMA)
- Embraer ERJ, в том числе:
  - Embraer ERJ 135;
  - Embraer ERJ 140;
  - Embraer ERJ 145;
- Embraer E-Jet, в том числе:
  - Embraer E170;
  - Embraer E175;
  - Embraer E190;
  - Embraer E195;
- Embraer E-Jet E2, в том числе:
  - Embraer E175-E2;
  - Embraer E190-E2;
  - Embraer E195-E2;

### Военные самолёты

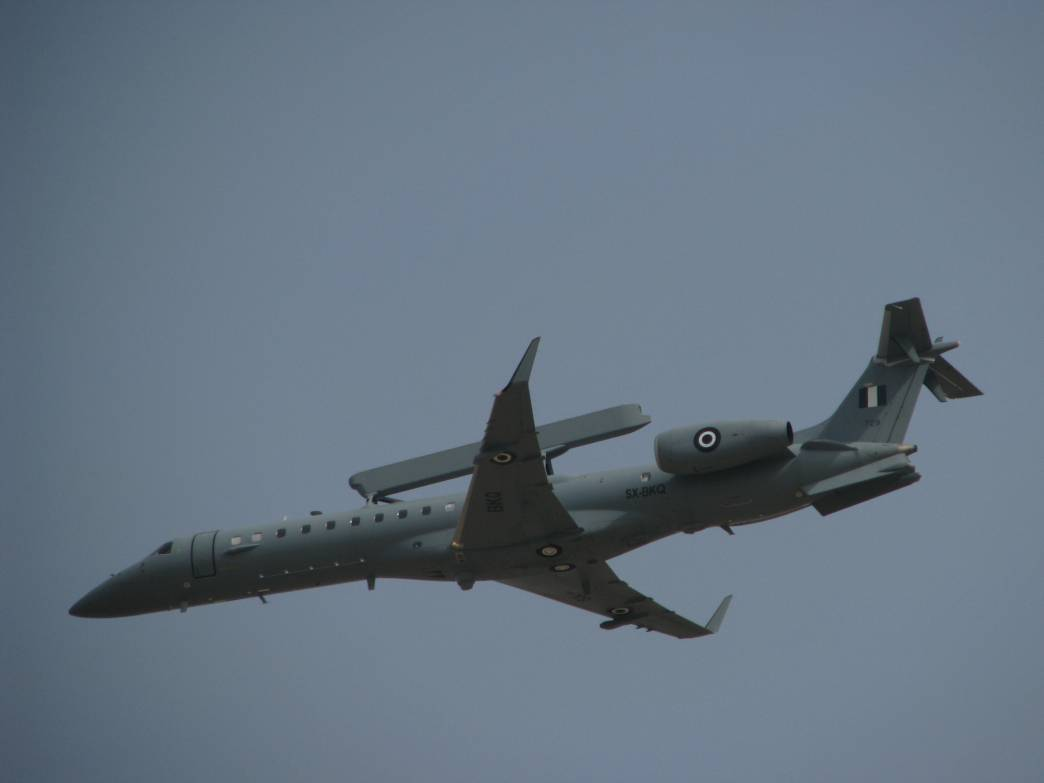
EMB-145 AEW&C ВВС Греции

- EMB-145 AEW&C ВВС ГрецииEmbraer EMB 111 Bandeirulha — военная модификация EMB 110 Bandeirante
- Embraer EMB 312 Tucano
- Embraer EMB 314 Super Tucano
- AMX International AMX
- Военные модификации Embraer ERJ 145, в том числе:
  - Embraer R-99 (Embraer 145 AEW&C)
  - Embraer 145 RS/AGS
  - Embraer R-99
- Embraer KC-390

### Корпоративные самолёты

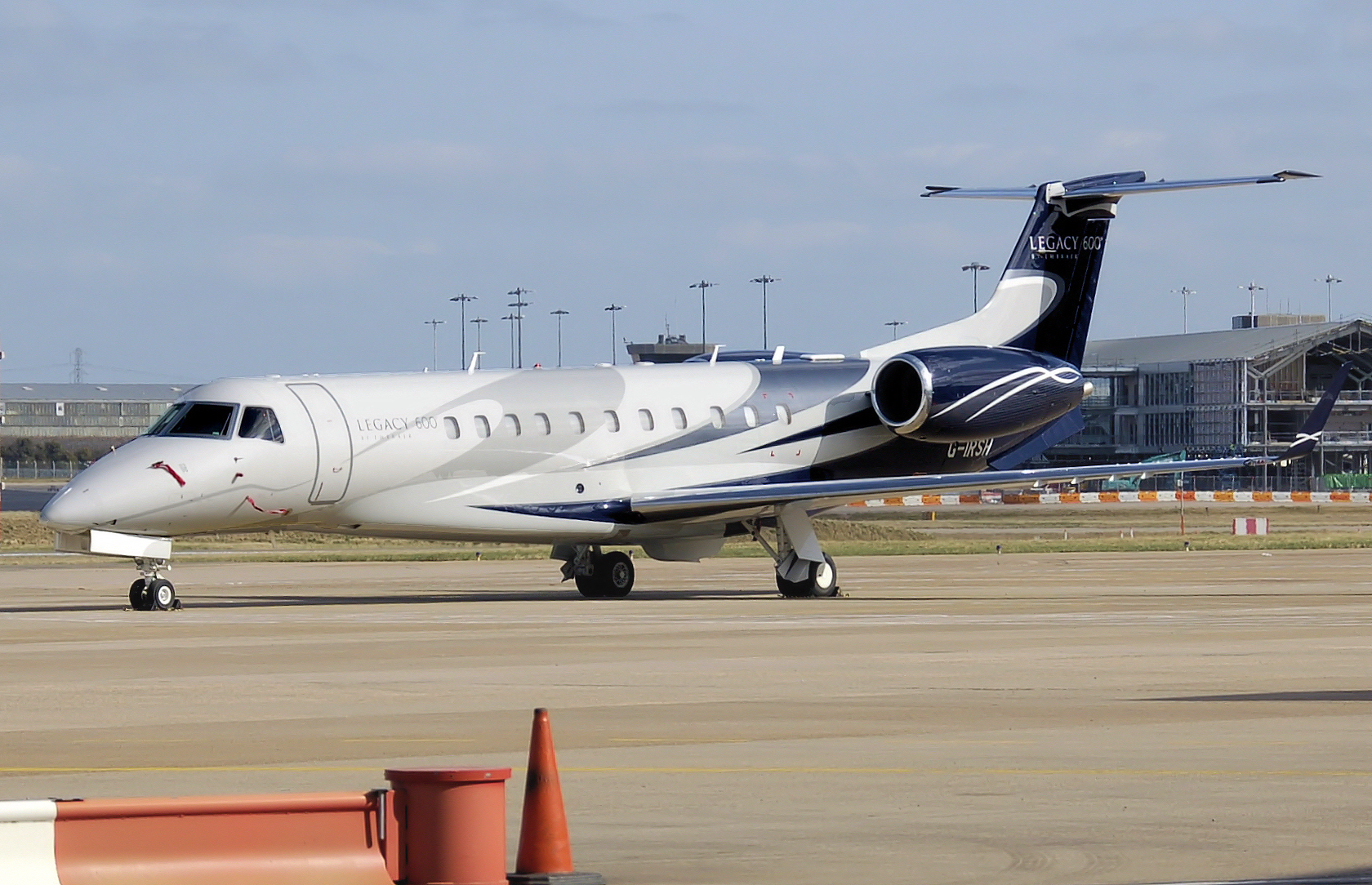
Embraer Legacy 600

- Embraer Legacy 600Embraer Lineage 1000
- Embraer Legacy, в том числе:
  - Embraer Legacy 450
  - Embraer Legacy 500
  - Embraer Legacy 600
  - Embraer Legacy 650
- Embraer Phenom, в том числе:
  - Embraer Phenom 100
  - Embraer Phenom 300
- Embraer Praetor, в том числе:
  - Embraer Praetor 500
  - Embraer Praetor 600

### Сельскохозяйственные самолёты
- Embraer EMB 202 Ipanema

### Самолёты общего назначения
- Embraer EMB 121 Xingu

### Экспериментальные самолёты
- Embraer MFT-LF

### Самолёты, производимые по лицензии

#### Военные
- Embraer Xavante (Aermacchi MB-326)

#### Гражданские (общего назначения)
- Embraer Sêneca (Piper PA-34 Seneca)
- Embraer Corisco (Piper PA-28 Cherokee)
- Embraer Carioca (Piper PA-32)
- Embraer EMB 720 Minuano (Piper PA-32)
- Embraer Navajo (Piper PA-31 Navajo)
- Embraer Sertanejo (Piper PA-32)
- Embraer Tupi (Piper PA-28 Cherokee)

### Планы
В мае 2011 Embraer заявила о рассмотрении планов по созданию более крупных авиалайнеров с пятиместными рядами (пять мест, разделённых проходом), но в итоге решает развивать семейство E-Jet и разрабатывать его второе поколение — E-Jet E2.
В феврале 2014 самая молодая авиакомпания Индии Air Costa сообщила о заказе на 50 самолётов E-jet E2 общей стоимостью в 2,94 млрд $. Заказ также предусматривает возможное приобретение ещё 50 самолётов.
3 марта 2022 года Embraer объявил о прекращении поставок оборудования и обслуживания самолётов марки в России в связи с действиями последней на территории Украины.

## Поставки
| Год                           | 1996 | 1997 | 1998 | 1999 | 2000 | 2001 | 2002 | 2003 | 2004 | 2005 | 2006 | 2007 |
| ----------------------------- | ---- | ---- | ---- | ---- | ---- | ---- | ---- | ---- | ---- | ---- | ---- | ---- |
| Кол-во поставленных самолётов | 4    | 32   | 60   | 96   | 160  | 161  | 131  | 101  | 148  | 141  | 130  | 169  |
| Кол-во поставленных самолётов | 2008 | 2009 | 2010 | 2011 | 2012 | 2013 | 2014 | 2015 | 2016 | 2017 | 2018 | 2019 |
| Кол-во поставленных самолётов | 204  | 244  | 246  | 204  | 205  | 209  | 208  | 221  | 225  | 210  | 181  |      |

Данные включают в себя военные модификации пассажирских самолётов.
По состоянию на 2019 год в мире эксплуатируется 771 самолётов семейства ERJ 145 и 1400 — E-Jet, а также 490 самолётов Phenom 300 и Phenom 300E. Всего с момента основания в 1969 году Embraer произвела более чем 8000 самолётов.

## Конкуренция на рынке региональных авиалайнеров
Заказы и поставки в период с 2009 по 2014 год
|                                      | ARJ21 | CRJ700    | E-Jet       | MRJ   | год  |
| ------------------------------------ | ----- | --------- | ----------- | ----- | ---- |
| Поставлено самолётов (всего заказов) | (55)  | 503 (619) | 582 (877)   | (65)  | 2009 |
| Поставлено самолётов (всего заказов) | (87)  | 576 (649) | 671 (916)   | (15)  | 2010 |
| Поставлено самолётов (всего заказов) | (189) | 593 (654) | 770 (1018)  | (15)  | 2011 |
| Поставлено самолётов (всего заказов) | н.д.  | н.д.      | н.д.        | н.д.  | 2012 |
| Поставлено самолётов (всего заказов) | (252) | 636 (725) | 966 (1212)  | (165) | 2013 |
| Поставлено самолётов (всего заказов) | (306) | 692 (779) | 1090 (1339) | (223) | 2014 |